# Contrato en Marsella
Contrato en Marsella (The Marseille Contract) es una película policíaca británica-estadounidense-francesa de Robert Parrish, estrenada en 1974.

## Argumento
Un agente de narcóticos en Francia (Anthony Quinn), cansado de la impunidad de la que se beneficia el padrino de la droga marsellés (James Mason) contrata a un asesino a sueldo (Michael Caine) para eliminarlo por 50.000$. 

## Reparto
- Michael Caine : John Deray
- Anthony Quinn : Steve Ventura
- James Mason : Jacques Brizard
- Maureen Kerwin : Lucienne
- Marcel Bozzuffi : Calmet
- Catherine Rouvel : el amante de Brizard
- Maurice Ronet : Briac
- Alexandra Stewart : Rita
- André Oumansky : Marsac
- Patrick Floersheim : Kovakian
- Pierre Salinger : Williams
- Hella Petri : la Condesa
- Vernon Dobtcapf : Lazare
- Jerry Brouer : Kurt
- Georges Lycan : Henri
- Jean Bouchaud : Rouget
- Robert Rondo : Matthews
- Gib Grossac : Fournier
- Pierre Koulak : Wilson
- Brookes Poole : Kevin
- Barbara Sommers : Sally
- Martine Kelly : Janet
- Dyanik Zurakowska : una chica
- Ed Marcus : Fargas
- Alan Rossett, Billy Kearns, James Jones y Gene Moskowitz : jugadores de póquer